# Malý Krtíš
Malý Krtíš – wieś (obec) na Słowacji położona w kraju bańskobystrzyckim, w powiecie Veľký Krtíš. Pierwsze wzmianki o miejscowości pochodzą z 1251 roku.
Według danych z dnia 31 grudnia 2012 roku, wieś zamieszkiwało 529 osób, w tym 272 kobiety i 257 mężczyzn.
W 2001 roku rozkład populacji względem narodowości i przynależności etnicznej wyglądał następująco:
- Słowacy – 97,23%
- Czesi – 0,69%
- Romowie – 0,46%
- Węgrzy – 1,62%

Ze względu na wyznawaną religię struktura mieszkańców kształtowała się w 2001 roku następująco:
- Katolicy rzymscy – 61,89%
- Grekokatolicy – 1,62%
- Ewangelicy – 28,18%
- Ateiści – 7,85%
- Nie podano – 0,46%